# Trentabank Reservoir
Trentabank Reservoir – zbiornik retencyjny ok. 5 km na południowy wschód od Macclesfield w hrabstwie Cheshire w Anglii.

## Historia
Zbiornik został otwarty 2 października 1929. Henryk Windsor, książę Gloucester otworzył bramę złotym kluczem i uroczyście odkręcił zawory, dokonując oficjalnego otwarcia. Zbiornik zbudowała firma z Macclesfield, Corporation Water Works (późniejsza North West Water).

## Zaopatrzenie w wodę
Trentabank to dominujący spośród czterech zbiorników zbierających wodę ze wzgórz wokół rzeki Bollin. Woda ze zbiorników Trentabank i Ridgegate zaopatrza miasto Macclesfield w wodę pitną. Pozostałe dwa zbiorniki to Bottoms i Teggsnose.

## Rezerwat naturalny
Zbiornik znajduje się na terenie Macclesfield Forest, częściowo w parku narodowym Peak District National Park, zlokalizowany na wyżynie porośniętej użytkami zielonymi. Zbiornik otaczają w większości rośliny iglaste (głównie modrzew japoński), a okolicę zamieszkują 22 pary ptaków czaplowatych. Części zbiornika zostały uznane za rezerwat przyrody Trentabank Reservoir Nature Reserve w celu ochrony żyjących tam ptaków czaplowatych. Znajduje się pod opieką Cheshire Wildlife Trust, a na jego zwiedzanie należy otrzymać pozwolenie. Powszechny dostęp do zbiornika jest ograniczony do niewielkiej części, i przebiega tam szlak turystyczny prowadzący wokół pobliskiego wzgórza Shutlingsloe. Rezerwat zajmuje 42,7 akra.